# Адам
Вижте пояснителната страница за други значения на Адам.
Адам (на иврит: אָדָם, букв. човек, на гръцки: Ἀδάμ, на арабски: آدم) според библейското предание е първият човек, праотец на цялото човечество. Създаден е от Бога от земната пръст и му е вдъхнато „дихание на живот“, което го оживотворява. (Бит. 2:7)

## Етимология
Адам (на иврит хакодеш –אָדָם) възлиза към древносемитския корен דם, от който се образуват думи със значение „земя“ (в смисъл на пръст, или глина), „кръв“, прилагателното „червен“ и т.н. – понятия, тясно свързани с произхода на човека, какъвто го представя библейският текст. В Библията се употребява като съществително, въпреки че поради граматичната форма, някои изследователи смятат, че „Адам“ всъщност не е съществително, а глагол в трето лице, мъжки род, перфектум. Тази хипотеза обаче остава в рамките на езикознанието и не засяга религиозното разбиране на библейския текст.

## В свещени писания

### Стар завет
В книга Битие е поместено сътворението на света в седем дни (глава първа и началото на втората глава) и създаването на човечеството (първа глава и по-подробно във втората). Съгласно първото повествование мъжът и жената са сътворени по образ и подобие Божи в шестия ден и поставени да господаруват над цялата земя.(Бит. 1:26 – 28) Във втора глава се отделя по голямо внимание на начина на сътворение на човека. Първо е направен мъжът (Адам) от земна пръст и му е вдъхнато „дихание за живот“.(Бит. 2:7) Бог насажда рай в Едем, на изток, и там поставя човека. Посред райското кътче Творецът прави да израстат много дървета, сред които дървото на живота и дървото за познаване добро и зло. След това Бог поставя човека в Райската градина, за да я обработва и да се грижи за нея. На Адам му е позволено от неговия Създател да яде от всяко дърво, освен от дървото за познаване добро и зло, защото „който вкуси от него, бездруго ще умре“.(Бит. 2:17)
Господ Бог вижда, че „не е добро за човека да бъде сам“ и му сътворява помощник „нему подобен“.(Бит. 2:23 – 24) След като Адам дава имена на всички полски животни и всички небесни птици, Творецът му праща сън дълбок сън и взима едното му ребро, от което създава жената и я завежда при човека.(Бит. 2:19 – 22) Когато Адам вижда новото творение той казва: „ето, това е кост от костите ми и плът от плътта ми; тя ще се нарича жена, защото е взета от мъжа (си). Затова ще остави човек баща си и майка си и ще се прилепи към жена си; и ще бъдат (двамата) една плът“.(Бит. 2:23 – 24)
Жената влиза в разговор със змията „най-хитра от всички полски зверове, които Господ Бог създаде“.(Бит. 3:1) В разговорът змията казва на жената, че плодовете на дървото, що е посред рая, от които Бог е забранил да се ядат и да се докосват до тях, ще ги направят богове, ще им се отворят очите и ще знаят какво е добро и зло.(Бит. 3:1 – 5) Жената опитва от забранения плод, вижда че е „добро за ядене“ и дава на мъжа си. На двамата се отварят очите и виждат, че са голи. Съшиват си смокинени листа и припасници, за да прикрият голотата си.(Бит. 3:6 – 7) Когато чуват гласа на Бог, когато се разхожда из Райската градина, те се опитват да се скрият от лицето му. Господ Бог пита Адам „где си?“ Адам му отвръща, че го е дострашало, понеже е гол и се е скрил. Творецът го разпитва: кой му е казал, че е гол и да не би да е ял от дървото, което е забранил да яде. Човекът обвинява жената, че го е накарала да яде от дървото, а жената от своя страна хвърля вината върху змията.(Бит. 3:8 – 13) Бог проклина змията да се влачи по корема и да яде прах през всички дни на живота си, както и да е в постоянна вражда с хората. На жената е умножена скръбта ѝ, когато е бременна и с болки да ражда децата си, и мъжът и да господарува над нея. На Адам е отредено с мъка да изкарва прехраната от земята през всички дни на живота си.(Бит. 3:14 – 19)
Господ прави на Адам и жена му кожени дрехи, с които ги облича.(Бит. 3:21) След това Бог изпъжда Адам, за да обработва земята, то която самия той е взет. На изток при Едемската градина е поставен Харувим и пламенен меч, който се обръщаше за да пазят пътят към дървото на живота.(Бит. 3:23 – 24)
След грехопадението Адам познава Ева и тя зачева. Раждат им се двама сина – първо Каин, а после Авел. Каин става земеделец, а Авел овчар.(Бит. 4:1 - 2) Поради завист – Бог приема дарът на Авел благосклонно за разлика от брат му – Каин напада и убива овчаря на полето. Убиецът е прогонен от „лицето на Бога“ и се заселва в земята Нод, на изток от Едем.(Бит. 4:3 – 16) Адама пак познава жена си и Ева дава име на новия си син Сит, понеже „Бог му даде друго чедо, вместо Авеля, когото Каин уби“. На Сит също му се ражда син и му дава името Енос.(Бит. 4:25 – 26) При раждането на Сит Адам е сто и трийсет (230) години, (Бит. 5:3) а след това живее осемстотин (700) години.(Бит. 5:4) Всички дни на Адам са деветстотин и трийсет.(Бит. 5:5) Раждат му се още синове и дъщери, които не са назовани.(Бит. 5:4)Християнство
Християнството приема дословно старозаветния разказ за Адам, смята го за праотец на човеците. В същото време в Новия завет се придава допълнителен смисъл: „Тъй е писано: „първият човек Адам стана жива душа“, а последният Адам – животворен дух“ (1 Кор. 15:45), т.е. името на Адам се използва като алегория в христологията още в ранните текстове. „И така, както чрез престъплението на едного дойде осъждане на всички човеци, тъй и чрез правдата на Едного дойде на всички човеци оправдание за живот“ (Рим. 5:18). Адам, казва апостола, „е образ на бъдещия“. (1 Кор. 5:14), тоест имащият да дойде - Иисус Христос.
Голгота (гръцки: Γολγόθα, Κρανίου Τοπος; иврит: גולגלתא‎, „лобно място“ от арамейското gûlgaltâ, букв. „череп“; латински: Calvaria) – според новозаветната традиция – мястото на разпятието на Исус Христос. Намира се извън стените на Йерусалим, при хълмовете на северозапад от града. Самата дума „Голгота“ е наименованието на хълм, кръгъл като череп.
Християнското богословие прави връзка между лобното място на Исус Христос (Голгота) и черепа на Адам, (който според вярването е погребан на същото място) – Стичайки се по хълма (респективно черепа на Адам), Христовата кръв трябва да измие телесно Адам и в негово лице символично – цялото човечество от греха. В християнската традиция, Голгота (хълмът) също така се разглежда като свещен център на света – „пъп“ на земята.
Този мотив може да бъде наблюдаван в иконостасите на православните храмове – в сцената на разпятието (централната част на иконостаса горе), – където в подножието на кръста обикновено е изобразен череп.